# Alberto Zapater
Alberto Zapater Arjol (* 13. Juni 1985 in Saragossa) ist ein spanischer Fußballspieler. Den Großteil seiner Karriere verbrachte der Mittelfeldspieler bei seinem Jugendverein Real Saragossa. Seit 2023 steht er beim kanadischen Erstligisten Atlético Ottawa unter Vertrag.

## Spielerkarriere

### Verein
Der Saragossa geborene Mittelfeldspieler Zapater stammt aus der Jugend von Real Saragossa, bei dem er zunächst von 2000 bis 2004 in der zweiten Mannschaft spielte und ab 2004 Stammkraft in der Profimannschaft in der Primera División war. Mit der Mannschaft gewann er 2004 die Supercopa de España und zog mit ihr in der Copa del Rey 2005/06 bis ins Finale ein, wo man jedoch Espanyol Barcelona unterlag. Am Ende der Saison 2007/08 stieg Zapater mit Saragossa in die Segunda División ab, erreichte dort in der folgenden Spielzeit 2008/09 jedoch den direkten Wiederaufstieg.
Nach dem Aufstieg verließ er im Sommer 2009 seinen Heimatverein und schloss sich dem italienischen Erstligisten CFC Genua an. Bei seinem ersten Pflichtspiel für die Genuesen am 23. August 2009 erzielte er seinen ersten Treffer. Der Mittelfeldakteur traf im Heimspiel gegen den AS Rom zum 2:2-Ausgleich, die Partie endete mit einem 3:2-Sieg für den CFC Genua. Am 30. Juli 2010 wechselte Alberto Zapater zu Sporting Lissabon. Er wurde im Tausch für Miguel Veloso verpflichtet. Ein Jahr später wechselte er nach Russland zu Lokomotive Moskau. Nach zunächst 21 Einsätzen in seiner ersten Saison kam er in den anschließenden Spielzeiten dort verletzungsbedingt nur noch selten zum Einsatz.
Im Sommer 2016 kehrte er zu Real Saragossa zurück, der mittlerweile wieder in der zweiten Liga antrat, und bestritt weitere sieben Spielzeiten mit dem Zweitligisten. Seit 2023 steht er in Kanada beim Erstligisten Atlético Ottawa unter Vertrag.

### Nationalmannschaft
Ab 2004 gehörte Zapater dem Kader der spanischen U21-Nationalmannschaft an und bestritt dort bis 2006 insgesamt 14 Spiele. Mit der U20-Auswahl nahm er zudem im Sommer 2005 an der U20-Weltmeisterschaft teil und bestritt dort alle fünf Turnierspiele, ehe die Mannschaft im Viertelfinale gegen Argentinien ausschied.